# Jan Wojno
Jan Wojno (ur. 21 maja 1935 w Orli, zm. 14 listopada 1992) – polski ślusarz, poseł na Sejm PRL VI kadencji.

## Życiorys
Syn Michała i Anny. Ukończywszy szkołę zawodową był ślusarzem w Stoczni im. Komuny Paryskiej w Gdyni. Następnie pracował jako instruktor w Wiejskim Domu Kultury w Orli. Był przewodniczącym Zarządu Gminnego Związku Młodzieży Polskiej, a w 1955 był przewodniczącym ZMP Zarządu Zespołu państwowego gospodarstwa rolnego w Rogalach, gdzie był także rolnikiem. W tym czasie został członkiem Polskiej Zjednoczonej Partii Robotniczej. W 1956 objął funkcję instruktora Zarządu Powiatowego ZMP w Bielsku Podlaskim. Po likwidacji ZMP został ślusarzem, a potem operatorem koparki w kaflarni Terenowych Zakładów Ceramiki Budowlanej. W 1962 został sekretarzem podstawowej organizacji partyjnej PZPR, a także zasiadł w radzie robotniczej i radzie zakładowej w swoim zakładzie pracy. W 1970 został członkiem egzekutywy Komitetu Powiatowego PZPR w Bielsku Podlaskim. Przez trzy kadencje był członkiem kolegium KM przy prezydium Powiatowej Rady Narodowej w Bielsku Podlaskim. W 1972 uzyskał mandat posła na Sejm PRL w okręgu Białystok, zasiadał w Komisji Budownictwa i Gospodarki Komunalnej. W latach 1972–1983 był członkiem Komitetu Gminnego PZPR w Orli, od 1975 zasiadając w jego egzekutywie.

## Odznaczenia
- Srebrny Krzyż Zasługi